# امامزاده‌اسحق
امامزاده‌ اسحاق، روستایی از توابع بخش احمدسرگوراب شهرستان شفت در استان گیلان ایران است. نام این روستا از بقعه امام‌زاده اسحاق و خواهرش خیرالنساء در این منطقه‌ ییلاقی واقع‌شده است. بنا به روایات کتب معتبر تاریخی مانند منتهی‌الآمال، عمده الطالب، مناقب ائمه و تاریخ گیلان، این امامزادگان از فرزندان موسی کاظم و برادر و خواهر کوچک علی بن موسی الرضا می‌باشند. این بقعه در ارتفاع بیش از ۱۰۳۳ متری از سطح دریا و بر نوک قله‌ی سیاه کوه قرار دارند.این روستا و مناطق ییلاقی اطرافش، از مهم‌ترین جاذبه‌های گردشگری روستایی شهرستان شفت محسوب می شود.از مهم‏ترین جاذبه‌های طبیعی روستای امامزاده اسحاق، جاده مسیر دسترسی به آرامگاه امامزاده است، این مسیر جلگه‌ای زیبا از شالیزارها، خانه‌ها، رودخانه‌ها و کوهپایه‌های جنگلی عبور می‏کند و در انتها به روستای امامزاده اسحاق (ع) می‏رسد.درخت هزارساله‌ی کنگول باسکم از جاذبه‌های دیدنی شهرستان شفت در استان گیلان که در مسیر همین جاده قرارگرفته است که سالانه بازدیدکنندگان زیادی را به خود جلب می‌کند.بیش از هزار سال از عمر این درخت می‌گذرد و همچنان پابرجا و سرسبز است که ارتفاع بلند این درخت در جلگه سبز و دیدنی شفت چشمگیر و قابل‌توجه است.
کسب و کار
کسب‌وکار مردم منطقه به دو صورت است، یک عده به کار کشاورزی، دام‌پروری، و هر کاری که مربوط به طبیعت هست مشغول هستند.شغل پردرآمد دیگر اجاره دادن ‌خانه و اتاق توسط بومی‌های روستا به مسافران ، البته معنی اتاق و خانه داخل این روستا کمی متفاوت با سایر مکان‌ها است
محصولات کشاورزی
عمده محصولات این منطقه پرورش زنبور عسل .دام پروری است.

## جمعیت
این روستا از توابع دهستان چوبر می‌باشد و براساس سرشماری مرکز آمار ایران در سال ۱۳۸۵، جمعیت آن زیر سه خانوار بوده‌است.